# Église Saint-Hilaire de Brezons
Pour les articles homonymes, voir église Saint-Hilaire.
L'église Saint-Hilaire est une église située en France sur la commune de Brezons (Cantal), en région Auvergne-Rhône-Alpes.

## Historique
Ancienne chapelle castrale, l’église de Brezons, située sur un promontoire, conserve des éléments romans du XIIe siècle (chœur, nef). Elle a été remaniée aux XVe, XVIe, XVIIe et XIXe siècles : chapelles latérales, clocher, voûtes de la nef (1864) et portail sud (1898). Elle possède des vitraux des XIXe et XXe siècles, dont certains du verrier Borie du Puy.

### Protection
L'église est inscrite au titre des monuments historiques par arrêté du 16 juillet 2019.

## Description
L’église présente un chevet semi-circulaire et une chapelle sud ornés de modillons. Le portail sud et le clocher sont de style néo-roman. Le chœur est voûté en cul-de-four avec arcature et chapiteaux historiés. La nef et les chapelles latérales sont voûtées d’ogives, avec clefs sculptées. La chapelle sud abrite un enfeu sous arc brisé.